# "The Notch", vista d'un pas de muntanya
La Vista d'un pas de muntanya anomenat "The Notch", a les White Mountains, el títol original del qual en anglès és A View of the Mountain Pass Called the Notch of the White Mountains, és una obra de Thomas Cole, de l'any 1839.

## Introducció
"The Notch" és una espectacular afrau, una fissura o congost entre les serralades Presidential i Franconia de les White Mountains de Nou Hampshire. Aquest indret, amb una superfície apta per al conreu, va atraure aviat l'atenció. L'any 1803 s'hi va obrir una ruta segura, i un hostal per als viatgers. Thomas Cole va fer la seva primera expedició a les White Mountains l'any 1827, seguint les recomanacions de Daniel Wadsworth (1771-1848). El 29 d'agost de 1826, una súbita inundació havia causar la mort de Samuel Willey i la seva família, tot i que la seva casa havia quedat intacta. Aquest fet va impressionar Thomas Cole, qui, en l'esmentat primer viatge a aquest indret, va fer un dibuix -avui perdut- de la casa deserta.
L'any 1839, Thomas Cole tenia projectat un viatge a Europa però la seva muller estava embarassada i, a més, va preferir tornar a les White Mountains on "the sublime melting into the beautiful, the savage tempered by the magnificent". Durant aquell estiu, acompanyat d'Asher Brown Durand, Cole va tornar a visitar The Notch, fent-ne esbossos, amb anotacions indicant-ne els colors i les textures.

## Anàlisi
- Pintura a l'oli sobre llenç; 102 x 155,8 cm.; any 1839; National Gallery of Art, Washington DC.

- Signat a la part inferior esquerra: "T. Cole.|1839"

Malgrat que l'esbós i les anotacions van ésser fetes durant l'estiu, al llenç final Thomas Cole hi va representar els color propis de la tardor. En primer terme, hom hi veu els esforços per transformar la Natura verge en terra de conreu: uns grans arbres han estat tallats per donar pas a l'agricultura i a les construccions, de manera que el bosc encara mostra els efectes de la destral i de la serra. Thomas Cole resta ambivalent sobre si això representa un espoli de la Natura o bé si significa progrés. Un genet solitari segueix el camí vers el congost, apropant-se a l'hostal, que és l'edifici blanc a l'esquerra. Vora l'hostal, hi ha un dona vestida amb colors alegres, donant la mà a un nen petit, amb un gos a la dreta. Una diligència segueix un camí vers la dreta, potser dirigint-se a l'afrau.
Potser aquest llenç d'alguna manera també al·ludeix a la dramàtica inundació de l'any 1826, que mostra les imprevisibles forces de la Natura. L'evidència del seu potencial destructiu es fa palesa arreu: els arbres retorçats del primer pla, la forma de V de l'afrau, i la foscor dels núvols de tempesta a la part superior esquerra. Per a Cole, aquest llenç era un tema ple de possibilitats: l'anterior desgràcia d'una família, la força de la Natura, i el pas del temps. L'artista va integrar amb èxit aquests continguts en una obra que és vibrant, vital i bonica, i que tanmateix provoca inestabilitat i incertesa.

## Procedència
- Encarregat l'any 1839 per Rufus L. Lord [1782-1869], Nova York.
- Jonathan Sturges [1802-1874], Nova York, i Fairfield, Connecticut.
- El seu fill, Henry C. Sturges, Fairfield, Connecticut;
- La seva muller, Mrs. Henry C. Sturges, Fairfield, Connecticut;
- LeRoy Ireland, Filadèlfia, probablement a principis de la década de 1930, però amb certesa l'any 1944;
- Comprat, el juny de 1944 per (Vose Galleries, Boston);
- Venut el 5 d'abril de 1945 a Sanitary Scale Company, Belvidere, Illinois;
- Adquirit l'any 1966 per (Kennedy Galleries, Nova York);
- Comprat el 25 de maig de 1967 per la National Gallery of Art.